# Хирао
Хирао (яп. 平生町 Хирао-тё:) — посёлок в Японии, находящийся в уезде Кумаге префектуры Ямагути. Площадь посёлка составляет 34,47 км², население — 13 060 человек (1 августа 2014), плотность населения — 378,88 чел./км².

## Географическое положение
Посёлок расположен на острове Хонсю в префектуре Ямагути региона Тюгоку. С ним граничат город Янаи и посёлки Табусе, Каминосеки.

## Население
Население посёлка составляет 13 060 человек (1 августа 2014), а плотность — 378,88 чел./км². Изменение численности населения с 1980 по 2005 годы:
| 1980 | 14 118 чел. |  |
| 1985 | 15 030 чел. |  |
| 1990 | 14 801 чел. |  |
| 1995 | 14 618 чел. |  |
| 2000 | 14 580 чел. |  |
| 2005 | 14 203 чел. |  |

## Символика
Деревом посёлка считается Pinus thunbergii, цветком — хризантема.